# Dmitrij Radtjenko
Dmitrij Radtjenko (russisk: Дмитрий Леонидович Радченко tr. Dmitrij Leonidovitj Radtjenko , født 2. december 1970 i Leningrad) er en tidligere russisk fodboldspiller, der spillede som angriber. Han er i dag træner for ungdomsspillere i FC Zenit Skt. Petersborg.
Igennem sin professionelle karriere spillede han i fire forskellige lande, bl.a. i La Liga. Han spillede tillige for Sovjetunionens og Ruslands fodboldlandshold.

## Ruslands fodboldlandshold
| Sovjetunionens landshold | Sovjetunionens landshold | Sovjetunionens landshold |
| År                       | Kmp                      | Mål                      |
| ------------------------ | ------------------------ | ------------------------ |
| 1990                     | 2                        | 0                        |
| Total                    | 2                        | 0                        |

| Ruslands landshold | Ruslands landshold | Ruslands landshold |
| År                 | Kmp                | Mål                |
| ------------------ | ------------------ | ------------------ |
| 1992               | 2                  | 1                  |
| 1993               | 5                  | 1                  |
| 1994               | 11                 | 5                  |
| 1995               | 8                  | 2                  |
| 1996               | 7                  | 0                  |
| Total              | 33                 | 9                  |